# 佐藤亮一 (言語学者)
佐藤 亮一（さとう りょういち、1937年10月18日 - 2020年11月11日）は、日本の日本語学者。専門は方言学。山形県山形市出身。

## 経歴
山形県立山形東高等学校を経て、1960年東北大学文学部国語学科卒業、1963年同大学院文学研究科国語学専攻課程修士課程修了（文学修士）、1966年同博士課程単位取得退学。1966年聖和学園短期大学助教授、1968年国立国語研究所第一研究部地方言語研究室に入室、1975年同室長、1989年フェリス女学院大学文学部教授、1994年東京女子大学現代文化学部教授、2006年退職。
国立国語研究所では、「日本言語地図（LAJ）」「方言文法全国地図（GAJ）」、「日本方言大辞典」などの編纂にあたった。

## 編著
- 飯豊毅一・日野資純と共編『講座方言学』シリーズ 国書刊行会 1983
- 「郷土の研究 方言をしらべよう」シリーズ（監修） 福武書店 1990
- 「都道府県別全国方言小辞典」 三省堂 2002
- 「お国ことばを知る方言の地図帳」（監修） 小学館 2002
- 「日本方言辞典 標準語引き」（監修）小学館 2004
- 「方言 ポプラディア情報館」（監修） ポプラ社 2007
- 「都道府県別全国方言辞典」 三省堂 2009
- 「学び直しの日本語 間違っていませんか? その使い方」 出窓社 2015
- 「滅びゆく日本の方言」 新日本出版社 2015
- 「方言の地図帳 講談社学術文庫」 講談社 2019
- 「日本の方言」  KADOKAWA 2021

## 関連人物
- 徳川宗賢